# Глубоковский район
Глубо́ковский район (каз. Глубокое ауданы) — административно-территориальная единица второго уровня в Восточно-Казахстанской области Казахстана. Административный центр района — посёлок Глубокое.

## Физико-географическая характеристика
Район расположен на северо-востоке области. Две трети территории района занимает горно-таёжная местность. В северо-западной части находятся Убинский и Тигирецкий хребты и их отроги, в юго-восточной части — Ульбинский хребет.
Климат континентальный. Средние температуры января — −18 °C, июля — около 20 °C. Среднегодовое количество атмосферных осадков — 600—700 мм. Преобладают северо-восточные и юго-западные ветры. Заморозки заканчиваются в конце мая, возобновляются в конце августа. Снежный покров устанавливается в первой половине ноября, сходит во второй половине апреля. Высота его к концу зимы достигает 90 см.
По территории района протекают река Иртыш и её притоки — Ульба, Уба и другие.
Почвы — каштановые, чернозёмные, горно-луговые, горно-тундровые.
На открытых степных пространствах растут полынь, ковыль; в горных частях — смешанные леса из хвойных (пихта, сосна) и лиственных (тополь, берёза, рябина, черёмуха) деревьев. В лесах обитают заяц, лисица, соболь, барсук; в горах — олень, косуля, рысь, волк, медведь; в степях — хорёк, суслик, сурок и другие.
В недрах разведаны запасы полиметаллических руд, угля и естественных строительных материалов.
По территории района проходят автомобильные дороги Усть-Каменогорск — Риддер, Усть-Каменогорск — Шемонаиха, железная дорога Усть-Каменогорск — Локоть.

## История
10 января 1963 года образован Глубоковский промышленный район. В состав района вошли посёлки: Глубокое, Белоусовка, Пахотный, Верхнеберёзовский, Первомайский.
17 июня 1964 года посёлок Пахотный отнесён к категории сельских населённых пунктов и передан в административное подчинение Лениногорского горсовета.
31 декабря 1964 года Глубоковский промышленный район упразднён, образован Глубоковский район с центром в посёлке Глубокое. В состав района также вошли 10 сельсоветов и территория совхоза «Веселовский» Верхнеубинского сельсовета Шемонаихинского района.
21 апреля 1965 года из Шемонаихинского района передан Черемшанский сельсовет.
28 июня 1972 года образован Веселовский сельсовет.
11 апреля 1984 года образован Опытнопольский сельсовет.
17 октября 1985 года образован Калининский сельсовет.

## Население
Национальный состав (на начало 2019 года):
- русские — 40 857 чел. (65,95 %)
- казахи — 18 134 чел. (29,27 %)
- немцы — 1 215 чел. (1,96 %)
- татары — 558 чел. (0,90 %)
- украинцы — 338 чел. (0,55 %)
- белорусы — 104 чел. (0,17 %)
- чеченцы — 100 чел. (0,16 %)
- азербайджанцы — 84 чел. (0,14 %)
- узбеки — 76 чел. (0,12 %)
- армяне — 66 чел. (0,11 %)
- корейцы — 54 чел. (0,09 %)
- другие — 362 чел. (0,58 %)
- Всего — 61 948 чел. (100,00 %)

## Административно-территориальное деление
Глубоковский район делится на 13 сельских и 4 поселковых округа, в которых находится 42 населённых пункта:
| Сельский округ/поселковая администрация    | Площадь, га | Население, чел. (2009) | Населённые пункты |
| Алтайская поселковая администрация         | 777         | 2161                   | село Алтайский, село Калинино                                                                                         |
| Белоусовская поселковая администрация      | 1952        | 10524                  | посёлок Белоусовка, село Белокаменка, село Новомихайловка, село Планидовка                                            |
| Бобровский сельский округ                  | 2922        | 3161                   | село Бобровка, село Солнечное                                                                                         |
| Быструшинский сельский округ               | 37723       | 1691                   | село Быструха, село Зимовье                                                                                           |
| Верхнеберёзовская поселковая администрация | 1536        | 3545                   | село Верхнеберёзовский                                                                                                |
| Веселовский сельский округ                 | 39743       | 1439                   | село Веселовка, село Заречное                                                                                         |
| Глубоковская поселковая администрация      | 2987        | 9652                   | посёлок Глубокое |
| Калининский сельский округ                 | 1989        | 1360                   | село Берёзовка, село Красная Заря                                                                                     |
| Кировский сельский округ                   | 26589       | 5386                   | село Прапорщиково, село Уварово, разъезд 226 км, село Черногорка                                                      |
| Кожоховский сельский округ                 | 48001       | 2632                   | село Кожохово, село Прогресс, село Сметанино                                                                          |
| Красноярский сельский округ                | 8302        | 4655                   | село Предгорное, село Перевальное, станция Аврора                                                                     |
| Малоубинский сельский округ                | 17891       | 1180                   | село Мало-Убинка, село Карагужиха, село Волчиха                                                                       |
| Опытнопольский сельский округ              | 535         | 4704                   | село Опытное поле |
| Секисовский сельский округ                 | 24600       | 1656                   | село Секисовка |
| Ушановский сельский округ                  | 10528       | 2759                   | село Ушаново, село Степное, село Каменный Карьер                                                                      |
| Тарханский сельский округ                  | 33989       | 3748                   | село Тарханка, село Винное, село Новая Ульба, село Горная Ульбинка, ст. Ульба перевалочная, село Весёлое, село Топиха |
| Черемшанский сельский округ                |             | 3328                   | село Черемшанка |

## Известные уроженцы
См. также Категория:Родившиеся в Глубоковском районе